# Scilla villosa
Scilla villosa är en sparrisväxtart som beskrevs av René Louiche Desfontaines. Scilla villosa ingår i släktet blåstjärnesläktet, och familjen sparrisväxter. Inga underarter finns listade i Catalogue of Life.